# Reginald Morrison
Pour les articles homonymes, voir Morrison.
Pas d'image ? Cliquez ici

a Compétitions nationales et continentales officielles uniquement.

b Matchs officiels uniquement.
Reginald Morrison est un joueur de rugby à XV écossais, qui évolue au poste de centre avec le club d'Edinburgh University. 
Reginald Morrison connaît sa première cape internationale avec l'équipe d'Écosse en 1886, occupant le poste jusque-là détenu par Bill Maclagan. Il débute au poste de centre contre le pays de Galles pour une victoire par deux marques à aucune 0-0. Il obtient sa dernière cape contre l'équipe d'Angleterre, totalisant trois capes internationales.
L'Écosse remporte le tournoi pour la première fois en 1886. 

## Palmarès comme joueur en équipe d'Écosse
En 1886, Reginald Morrison a disputé trois matchs avec l'équipe d'Écosse au cours desquels il a marqué deux essais (contre l'Irlande). 